# هارون بين
هارون بين (بالإنجليزية: Aaron Bean)‏ هو سياسي أمريكي، ولد في 25 يناير 1967 في الولايات المتحدة. حزبياً، نشط في الحزب الجمهوري. وقد انتخب عضو مجلس ولاية فلوريدا.